# Leiolepidinae
Leiolepidinae is een onderfamilie van hagedissen uit de familie agamen (Agamidae).
De wetenschappelijke naam van de groep werd voor het eerst voorgesteld door Leopold Fitzinger in 1843.
Er zijn negen soorten in een enkel geslacht; Leiolepis. De hagedissen komen voor in delen van Azië en leven in de landen China, Cambodja, Indonesië, Laos, Maleisië, Myanmar, Thailand en Vietnam.